# Lucas Roberts
Lucas Horton is een personage uit de soapserie Days of our Lives. De rol wordt gespeeld door Bryan Dattilo. Hij speelde de rol van 1993 tot 2001 toen hij ontslagen werd. In 2002 keerde hij permanent terug. In 2010 verliet hij de serie opnieuw. In 2012 keerde hij opnieuw terug op vaste basis.

## Personagebeschrijving
Lucas kwam samen met zijn moeder Kate Roberts naar Salem, toen hij terugkeerde van de militaire school. Hij werd al snel bevriend met Sami Brady. Sami was verliefd op Austin Reed, die dan weer verliefd was op haar zus Carrie Brady, waar Lucas ook verliefd op was. Carrie zelf was ook verliefd op Austin. Lucas zei Sami dat als ze een paar kilo zou afvallen Austin haar misschien zou zien staan en ze ging meteen op dieet. Intussen overtuigde Lucas Carrie om haar litteken in haar gezicht te laten verwijderen met plastische chirurgie zodat ze het gezicht van tijdschrift Bella zou worden. Op het proces van de moord van Curtis Reed ontdekte hij dat Austin en Billie Reed zijn halfbroer en -zus waren. Zijn echte vader was niemand minder dan Bill Horton, met wie Kate ooit een affaire had en dit was de reden dat Curtis Austin en Billie ontvoerde.